# Fauna Europe
Fauna Europe poznata je u svijetu zbog mnogih različitih staništa, od arktičke tundre, preko bjelogoričnih šuma i planinskih područja do sušnih i vrućih predjela uz Sredozemno more. Na ovom popisu nedostaju samo pustinja i tropska šuma. Fauna Europe nije bogata kao nekoć. Djelovanje čovjeka na krčenju poljoprivednih i šumskih prostora, kao i širenje ljudske populacije, smanjuje broj životinja. U još netaknutim šumama i močvarama zadržala se velika raznolikost svijeta prirode. U proljeće i ljeti, kada drveće ponovo prolista i biljke procvjetaju, bjelogorične šume omogućuju život mnoštvu kukaca, ptica i sisavaca, kao što su vjeverice i miševi.
Crvena lisica živi sama ili u malenim obiteljskom skupinama u podzemnim brlozima. Najaktivnija je noću kad lovi zečeve, glodavce i crve. Može jesti i ribu i voće.
Šuma predstavlja zaklon i izvor hrane jelenu loptaru. Ženke i mladi žive u malim krdima. Mužjaci imaju rogove i žive sami ili u manjim skupinama. Mužjaci i ženke sastaju se u jesen tijekom sezone parenja.

## Živi svijet močvara
Europske močvare bogate su različitim živim vrstama. Trska, rogoz i druge močvarne biljke osiguravaju hranu i skrovište močvarnim životinjama, kao što su voluhari i vidre. Kukci i ostali beskralježnjaci su hrana ribama i žabama kojima se pak hrane mnoge vodene ptice.
Europski vodomar je ptičica koja lovi ribu i ostale vodene životinje s grana duž obale potoka i jezera. Kada uoči plijen, vodomar zaroni i zgrabi ga svojim dugim, šiljastim kljunom te se vraća na granu kako bi pojeo svoj obrok.
Vidre su snažni plivači i prilagođeni brzinoma kretanja u vodi. Tijelo vidre je duguljasto i aerodinamičnog oblika, a njezino krzno je vodootporno i ima plovne kožice na nogama. Vidre love pod vodom i hvataju plijen poput riba, vodenih ptica i žaba. Jednako su pokretne i na tlu, a love voluhare i druge životinje što žive uz obalu.
Vodeni voluhari su dobri plivači. Grade tunele na obalama jezera i sporih rijeka. Ti tuneli imaju komore za spremanje hrane i gnijezđenje, te ulaze koji se otvaraju iznad i ispod vode.
Zelena žaba živi u barama i jezerima, ponekad izlazi noću i hrani se na kopnu. Svojim dugim i ljepljivim jezikom lovi kukce. Veći plijen, poput daždevnjaka i manjih riba, hvata čeljustima i ugura ih u usta nogama.

## Planinski svijet
Alpe i Pirineji su najveće planine u Europi. Vegetacija se mjenja s promjenom visine; svaka zona ima svoj karakterističan živi svijet. Tijekom hladnih zimskih mjeseci, kad ponestaje hrane, životinje se spuštaju na manje visine.
Ljeti galice žive iznad granice stablašica. Hodaju po stjenovitom tlu pretražujući vegetaciju i pukotine za kukcima i puževima. Jedre u zračnim strujama, lako odolijevajući snažnim naletima vjetra kojih ima na većim visinama.
Muflon je divlja ovca koja živi u zabačenim planinskim područjima. Hrani se danju travom i drugim biljkama, a noću se odmara. Muflon ima sigurne noge i lako se kreće neravnim terenima. Kad se bore za partnericu, mužjaci odmjeravaju snage svojim glavama i rogovima.
Mrki medvjedi porodica su velikih medvjeda koji žive u zabačenim šumovitim planinskim područjima i u tundri na krajnjem sjeveru. Nemaju prirodnih neprijatelja osim čovjeka. Zimi se mrki medvjed obično povlači u brlog gdje spava zimski san.

## Živi svijet šuma četinjača
U crnogoričnim šumama raste zimzeleno drveće, poput smreke i bora, a prostiru se sjevernom Europom. Guste su i mračne s vrlo malo prizemnih biljaka. Ljeta su u njima topla, a zime hladne s puno snijega. Mnoge životinje se hrane lišćem i sjemankama četinjača.
Kune zlatice love ujutro i navečer, a ptice, vjeverice, zečeve i štakore lociraju svojim izvrsnim sluhom i vidom.
Obični ili crveni krstokljun živi u šumskoj krošnji i rijetko se viđa na tlu, osima kada slijeće piti. Njegov ukršteni kljun pruža ovoj životinji snažno oruđe za otvaranje ljusaka češera bora ili smreke. Potom sjemenke vadi jezikom.
Arktički zec živi u crnogoričnim šumama i u tundri na dalekom sjeveru. Boja njegovog krzna mjenja se od smeđe ljeti do bijele zimi da bi se prikrio od grabežljivaca poput lisice.

## Sredozemni živi svijet
Sredozemlje je područje Europe s vrućim i sušnim ljetima te blagim i vlažnim zimama. Tamo rastu aromatične biljke poput majčine dušice te drveće kao što je cedar. Mnoge životinje tamo opstaju jer se za velikih vrućina sklanjaju, dok ostale migriraju.
Zerynthia rumina je šareni leptir koji živi uz obale Španjolske, Francuske i Portugala. Može se vidjeti od kraja zime, kad postaje toplije, pa do početka ljeta, kad se okončava parenje.
Španjolski ris je mačka koja je nekoć živjela diljem Španjolske, danas je ograničena samo na borove šume, šiprag i pješčane dine Nacionalnog parka Coto Donana na jugozapadu Španjolske. Ris se hrani zečevima i kunićima, mladim srnama i patkama.
Kostoberina živi u planinskim predjelima. Hrani se strvinama, zajedno s kostima, koje spušta na stijene s velikih visina kako bi se razbile i izašla mekana srž.
Obični gušter je česta slika na jugu Europe koji se sunča na jutarnjem suncu kako bi zagrijao svoje tijelo i bio pokretljiv u potrazi za kukcima.

## Poveznice
- Fauna Azije
- Fauna Australije
- Fauna Afrike
- Fauna Sjeverne Amerike
- Fauna Južne Amerike